# Hexafluoruro de einstenio
El hexafluoruro de einstenio es un compuesto químico inorgánico binario de einstenio y flúor con la fórmula química EsF
6. Se trata de un compuesto hipotético: su existencia se ha predicho teóricamente, pero aún no se ha aislado.

## Propiedades físicas
Incluso en su forma aislada, es poco probable que el compuesto sea estable.